# Марко Живић
Марко Живић (Крушевац, 4. април 1972 — Београд, 14. октобар 2021) био је српски глумац.

## Биографија
Завршио је глуму 1995. године на Академији уметности у Новом Саду у класи професора Радета Марковића.
Радио је у позоришту и на филму. Био је у сталној глумачкој постави у Позоришту на Теразијама, као и у Београдском драмском позоришту где је играо у представама Кад су цветале тикве, Не играј на Енглезе, Свирај то поново, Сем, Лет изнад кукавичјег гнезда, Делиријум тременс, а играо је и у другим позориштима.
Током 2007. године је водио емисију Марко Живић шоу на ТВ Фокс.
Од јануара 2015. године је учествовао у талент-шоу програму Аудиција, који се емитовао на телевизији Пинк, као један од чланова жирија. Такође је водио и квиз за средњошколце „Здраво Европо“, који се емитовао на Радио телевизији Србије.
Дао је глас медведу Балуу у српској верзији "Књига о џунгли 2", Ним Галуу у синхронизираном филму "Епик", Рафаела у филмовима "Рио" и "Рио 2", Миру у филму "Артур и Минимоји" и мишу Мортону у синхронизованој верзији "Хортона."
Био је у браку са Наташом Павловић, српском водитељком.
Преминуо је 14. октобра 2021. у 49 години у Београду.
Планирано је да се мала ноћна сцена у Крушевачком позоришту назове по њему.

## Улоге
| Год.       | Назив                                 | Улога                    |
| ---------- | ------------------------------------- | ------------------------ |
| 2000-е     |                                       |                          |
| 2002.      | Тајни агент Изи                       | (Глас)                   |
| 2002.      | Хотел са 7 звездица                   | Мали Мита                |
| 2004.      | Скела                                 | монах                    |
| 2005.      | Идеалне везе                          |                          |
| 2006–2007. | Љубав, навика, паника                 | Спира, службеник         |
| 2007.      | Позориште у кући                      | Рођин шеф                |
| 2007.      | Премијер                              | Ђокић                    |
| 2008.      | Читуља за Ескобара                    | Киле                     |
| 2008.      | Горки плодови                         | Огњен Барбатовић „Папак“ |
| 2008.      | Београдски фантом                     | Фанђо                    |
| 2009.      | Куку, Васа                            | Павле                    |
| 2010-е     |                                       |                          |
| 2010.      | Тотално нови талас                    | Сава Јовић               |
| 2010.      | Здухач значи авантура                 | Сава Јовић               |
| 2011.      | Монтевидео, Бог те видео!             | Исак                     |
| 2012.      | Фолк                                  | Лепи Лукић               |
| 2012–2014. | Монтевидео, Бог те видео! (ТВ серија) | Исак                     |
| 2013.      | На путу за Монтевидео                 | Исак                     |
| 2014.      | Монтевидео, видимо се! (ТВ серија)    | Исак                     |
| 2017–2019. | Пси лају, ветар носи                  | Мика Армоника            |
| 2017.      | Прва тарифа                           |                          |
| 2017—2020. | Сенке над Балканом                    | Василије Трнавац         |
| 2018–2021. | Жигосани у рекету                     | Ласло, Војин адвокат     |
| 2020-е     |                                       |                          |
| 2021.      | Тома                                  | Јуса, газда казина       |
| 2021.      | Не играј на Енглезе                   | Пикси                    |
| 2021.      | Бранилац (серија)                     | Урош Михајловић          |
| 2021.      | 48 Hours and 1 Minute                 | Лазар Недељковић         |